# Mer Rouge, Louisiana
Mer Rouge, Louisiana (енгл. Mer Rouge) град је у америчкој савезној држави Луизијана.

## Демографија
По попису из 2010. године број становника је 628, што је 93 (-12,9%) становника мање него 2000. године.
| Група             | 2000.       | 2010.       |
| Белци             | 446 (61,9%) | 407 (64,8%) |
| Афроамериканци    | 263 (36,5%) | 218 (34,7%) |
| Азијати           | 0 (0,0%)    | 0 (0,0%)    |
| Хиспаноамериканци | 8 (1,1%)    | 0 (0,0%)    |
| Укупно            | 721         | 628         |